# سن-آندره-دو-بوئژ
سن-آندره-دو-بوئژ (به فرانسوی: Saint-André-de-Buèges) یک کمون در فرانسه است که در ناحیه کسیتنی و در شهرستان ارو، فرانسه واقع شده‌است.
سن-آندره-دو-بوئژ ۱۵٫۲۶ کیلومتر مربع مساحت دارد ۱۳۰ متر بالاتر از سطح دریا واقع شده‌است.